# The Garden Left Behind
Pour plus de détails, voir Fiche technique et Distribution.
The Garden Left Behind est un film brésilien réalisé par Flavio Alves, sorti en 2019.

## Synopsis
Tina est une femme transgenre de 30 ans qui a émigré à New York depuis le Mexique avec sa grand-mère, Eliana, à l'âge de 6 ans. Elle travaille comme taxi illégal pour pouvoir payer sa transition.

## Fiche technique
- Titre : The Garden Left Behind
- Réalisation : Flavio Alves
- Scénario : Flavio Alves et John Rotondo
- Photographie : Koshi Kiyokawa
- Montage : Frank Dale Arroyo et Àlex Lora
- Production : Roy Wol
- Société de production : Autonomous Pictures et Queens Pictures
- Pays :  Brésil et  États-Unis
- Genre : Drame
- Durée : 88 minutes
- Dates de sortie : 
  - États-Unis : 9 mars 2019 (South by Southwest)

## Distribution
- Carlie Guevara : Tina
- Miriam Cruz : Eliana
- Michael Madsen : Kevin
- Edward Asner : Dr. Cleary
- Danny Flaherty : Oscar
- Anthony Abdo : Chris
- Alex Kruz : Jason
- Tamara M. Williams : Carol
- Dawn Young : Miriam
- Bernadette Quigley : Dr. Brown
- Frances Lozada : l'officier Gottilla
- Ivana Black : Amanda
- Brock Yurich : Chester
- Will Krisanda : Leo
- Kristen Parker Lovell : Regina
- Tym Moss : Demos

## Accueil
Le film a reçu un accueil plutôt favorable de la critique. Il obtient un score moyen de 66 % sur Metacritic.